# Sudanka sirná
Sudanka sirná nebo také sudanka obecná (Tonna galea) je druh mořského plže z řádu Littorinimorpha.

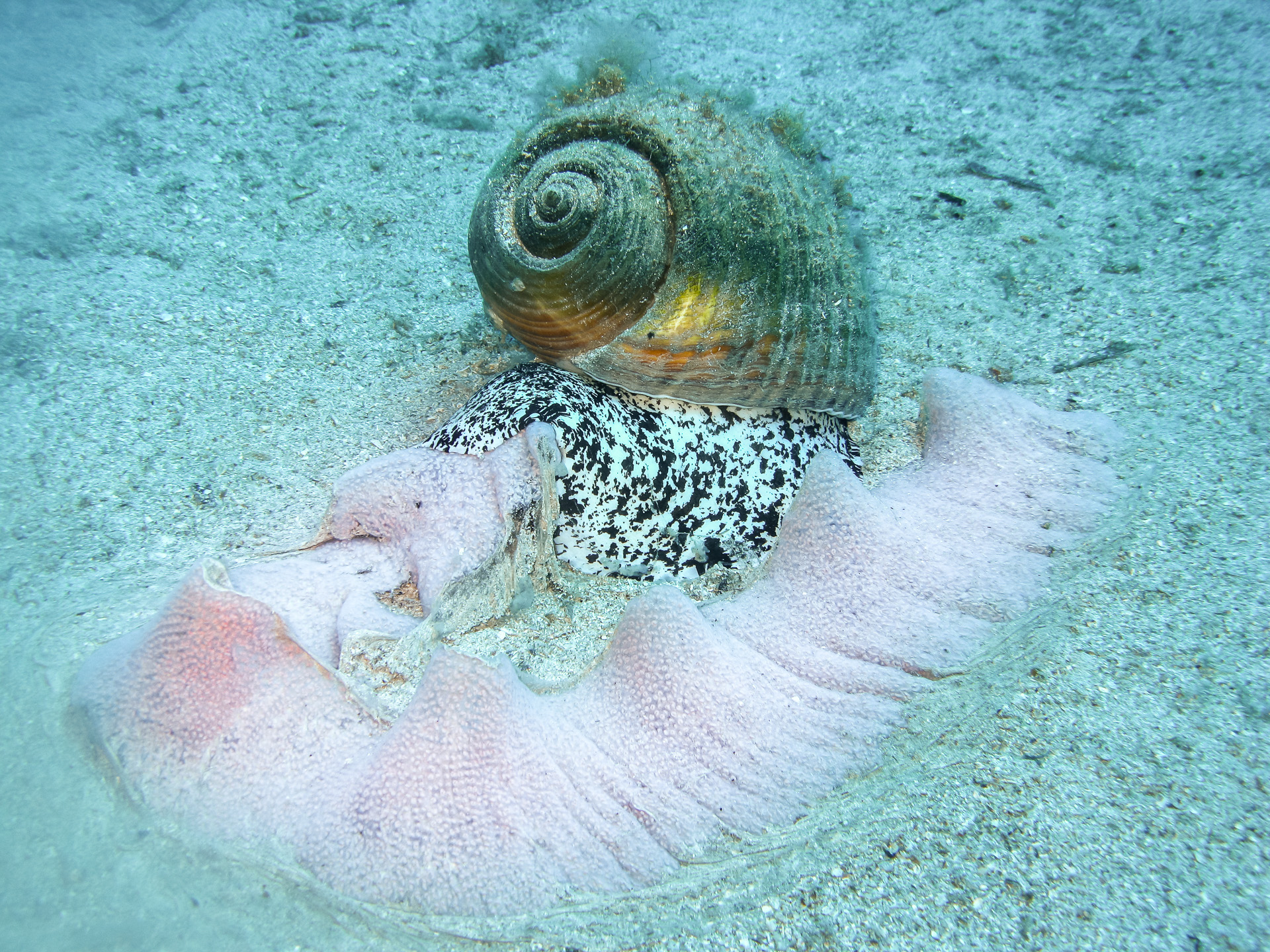
samice sudanky sirné klade vaječný pás na písčité dno

Sudanky se vyskytují v teplých mořích (sever Atlantiku včetně Středozemního a Karibského moře, Indický oceán a západní část Pacifiku). Samice sudanek kladou na písčité dno vajíčka v podobě zřasených pásů, ze kterých se líhnou larvy. Larvy sudanek tvoří součást planktonu a šíří se s ním na značné vzdálenosti. Dospělí jedinci obývají pobřežní mělčiny do hloubky 120 metrů osaměle nebo v malých koloniích, ve dne se zahrabávají do písku a aktivní jsou v noci. Jejich potravu tvoří převážně sumýši a ježovky, kořist zabíjí pomocí ostrého chobotu vstřikujícího sliny, které obsahují až pět procent kyseliny sírové.
Ulita má soudkovitý tvar, který dal živočichovi název. Dosahuje délky 15–20 cm, byli nalezeni rekordní jedinci o délce až 30 cm. Je spirálovitě rýhovaná, béžově zbarvená a částečně ji kryje periostrakum. Ulitu sudanek nechrání operkulum.
Sudanka sirná je sbírána k jídlu i pro dekorativní lastury. Často se také stává vedlejším úlovkem při rybolovu vlečnými sítěmi. Populace ve Středomoří se vlivem lidské činnosti snižuje a sudanka sirná proto patří k druhům chráněným Bernskou úmluvou.